# Muzeum Ziemi Wiśnickiej w Nowym Wiśniczu
Muzeum Ziemi Wiśnickiej w Nowym Wiśniczu – muzeum położone w Nowym Wiśniczu. Placówka jest gminną jednostką organizacyjną. 
Placówka mieści się w budynku, w którym w 1863 roku mieścił się szpital dla ubogich, założony przez Stanisława Lubomirskiego w 1641 roku. W 2002 roku wykonano remont obiektu i przeznaczono go na muzeum.
Aktualnie w muzeum eksponowane są zbiory sztuki, na które składają się zbiory takich artystów, związanych z ziemią wiśnicką, jak: Stanisław Klimowski, ks. Stanisław Nowak, Jan Stasiniewicz (malarstwo), Marian Rojek (malarstwo ludowe), prof. Czesław Dźwigaj (rzeźba – projekty pomników, medale, projekty witraży). Ponadto prezentowane są prace Nikifora Krynickiego, ofiarowane placówce przez prof. Dźwigaja.
Odrębną wystawę stanowią pamiątki historyczne, na które składają się dokumenty, książki, eksponaty regionalne oraz z okresu II wojny światowej.
Muzeum jest obiektem całorocznym czynnym z wyjątkiem poniedziałków w sezonie turystycznym (maj - październik), a poza sezonem od wtorku do soboty. Wstęp jest płatny.
Aktualnie muzeum administruje zamkiem w Wiśniczu oraz stanowi placówkę macierzystą dla Muzeum Mleczarstwa w Królówce, powstałego w 2009 roku. Ponadto w jego strukturach pozostają następujące placówki na terenie Nowego Wiśnicza:

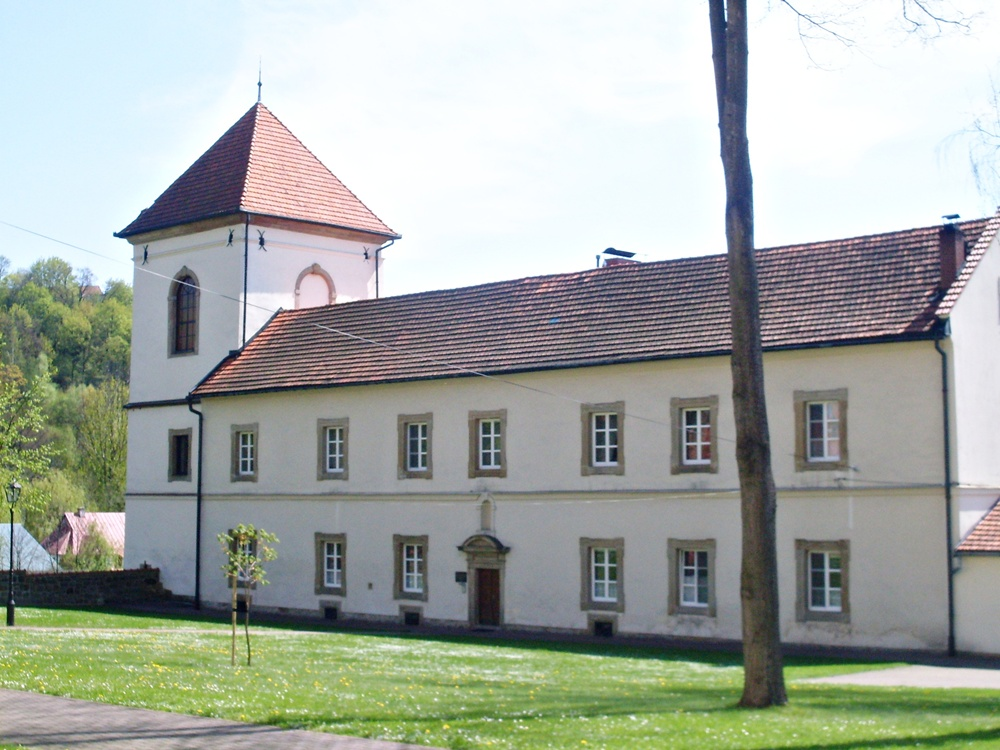
Zespół budynków przykościelnych wraz ze Starą Dzwonnicą

- Galeria ks. Stanisława Nowaka, mieszcząca się w remizie Ochotniczej Straży Pożarnej,
- Stara Dzwonnica, wchodząca w skład kompleksu budynków wiśnickiej parafii,
- Galeria „Fakt”, znajdująca się w podziemiach wiśnickiego ratusza.